# Borrello
Borrello (Burièlle in abruzzese) è un comune italiano di 340 abitanti della provincia di Chieti in Abruzzo. Fa parte della Comunità montana Medio Sangro.

## Storia
Il paese di Borrello, come tramandato anche da Benedetto Croce, fu feudo della famiglia Borrello: il filosofo abruzzese afferma di aver ritrovato un documento dell'anno 1000 che lascerebbe ipotizzare una qualche signoria di questa famiglia già sul finire del X secolo. In effetti la notizia è confermata anche nelle fonti storiche più antiche, consultate e raccolte nel XVIII secolo da Anton Ludovico Antinori per la stesura dei suoi Annali degli Abruzzi, in cui il capostipite della dinastia, un tale Borrello da cui il Castello prese poi il nome e lo perpetuò nel corso dei secoli, sarebbe stato un condottiero franco discendente dai Conti dei Marsi. Il Croce, invece, asserisce che la famiglia discende da qualche esponente della famiglia Borel di origine francese.
La contea di Borrello, prima appartenente ad Aniello Arcamone, fu confiscata a seguito della congiura dei Baroni nel 1487 e da re Ferrante d'Aragona donata al suo alleato Ludovico il Moro insieme al principato di Rossano e alle contee calabre di Longobucco e Rosarno, che venivano ad aggiungersi al ducato di Bari, già in suo possesso dal 1479. Ne fu altrettanto titolare la di lui moglie Beatrice d'Este, per volontà dell'avo Ferrante che gliela concedeva in sposa. Alla morte di quest'ultima, nel 1497, Ludovico (ormai duca di Milano) cedette la contea di Borrello con l'intero ducato di Bari al loro secondogenito Sforza Francesco, ma questi non ne godette che fino al 1499, poiché a causa dell'imminente invasione francese del ducato di Milano e di una confusa e infruttuosa manovra politica del padre Ludovico, Borello con l'intero ducato fu occupata da Isabella d'Aragona, pur continuando a esserne titolare Francesco.

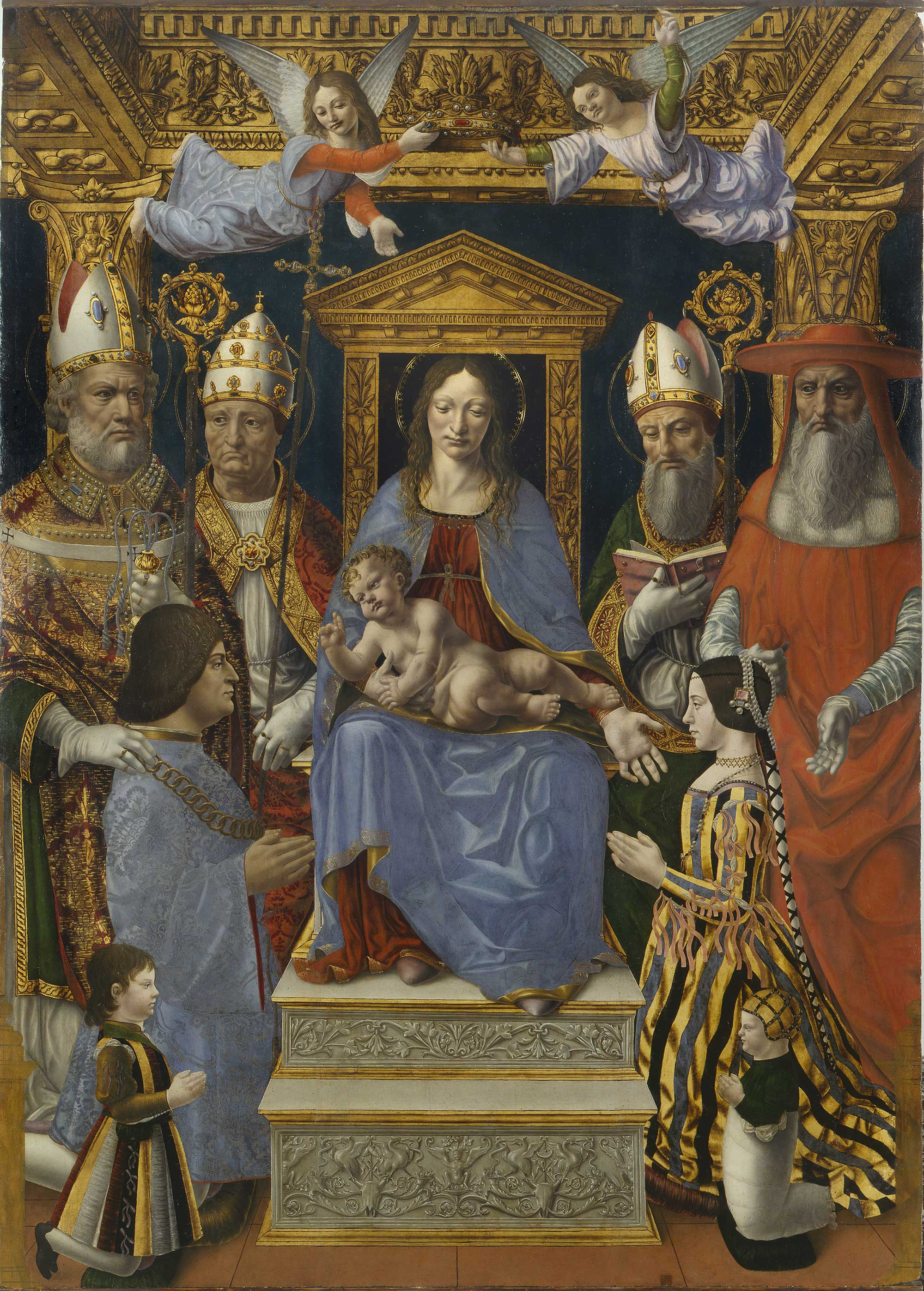
Ludovico il Moro e sua moglie Beatrice d'Este, duchi di Bari, nella Pala Sforzesca.

Agli inizi del Novecento molti abitanti del paese emigrarono negli Stati Uniti e in Europa settentrionale. Dopo il bombardamento della seconda guerra mondiale il paese fu interamente ricostruito.

## Monumenti e luoghi d'interesse

### Architetture religiose
- Chiesa madre di Sant'Egidio: chiesa a navata unica in stile rurale sita in via Marsica, nel centro storico del paese[10];
- Chiesa di Sant'Antonio: chiesa in due navate in stile rurale, in via Roma, fuori dal centro storico del paese[11].

### Architetture civili
- Palazzo Maranzano: è sito in via Marsica, vicino alla chiesa di Sant'Egidio. È stato ristrutturato nell'Ottocento su fabbriche preesistenti che lasciano supporre che il palazzo sia antecedente. L'edificio consta di 3 piani. Al primo piano, sul lato sinistro vi è una finestra incorniciata da pietra calcarea levigata. Il portale d'ingresso, sito sul lato destro, è costituito da stipiti ed architrave in pietra. Il concio in chiave ha uno stemma nobile raffigurante 3 spighe di grano tenute insieme da un nastro ed incorniciate da foglie. Al 3º piano vi sono 2 balconi con le finestre ad apertura in pietra, con sopra un timpano triangolare. Il cornicione è costituito da modanature classiche. Il portale che porta in giardino anticamente era un secondo ingresso, e gli stipiti di questa porta poggiano su paraste doriche a sezione triangolare su cui poggia un archivolto su cui vi è un bassorilievo raffigurante un cartiglio con motivi e volute. Sopra, come ornamento, vi è una conchiglia che potrebbe essere antecedente alla costruzione del palazzo o essere un frammento di un altro edificio del XVII-XVIII secolo. Attualmente è proprietà privata[12];
- Palazzo Baronale: edificio che era dotato di ponte levatoio. È suddiviso in tre piani. Attualmente è sede del municipio[13];
- Piazza Vecchia: piazza, luogo di ritrovo per eccellenza di Borrello[14];
- Torre dell'Orologio: torre situata accanto al Palazzo Baronale, avente alla sommità una struttura piramidale in ferro battuto che sorregge la campana dell'orologio;

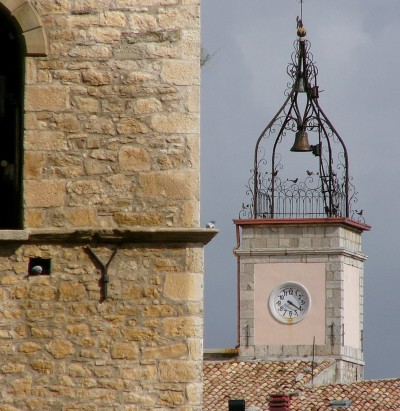
Torre dell'Orologio

- Varie fontane, la cui principale è denominata in dialetto locale Fonte a Ball (Fonte a Valle) per indicare la sua posizione rispetto al centro storico, che è più elevato; è formata da tre getti di acqua che alimentano un abbeveratoio per animali e da un lungo lavatoio in pietra scanalata.

### Aree naturali

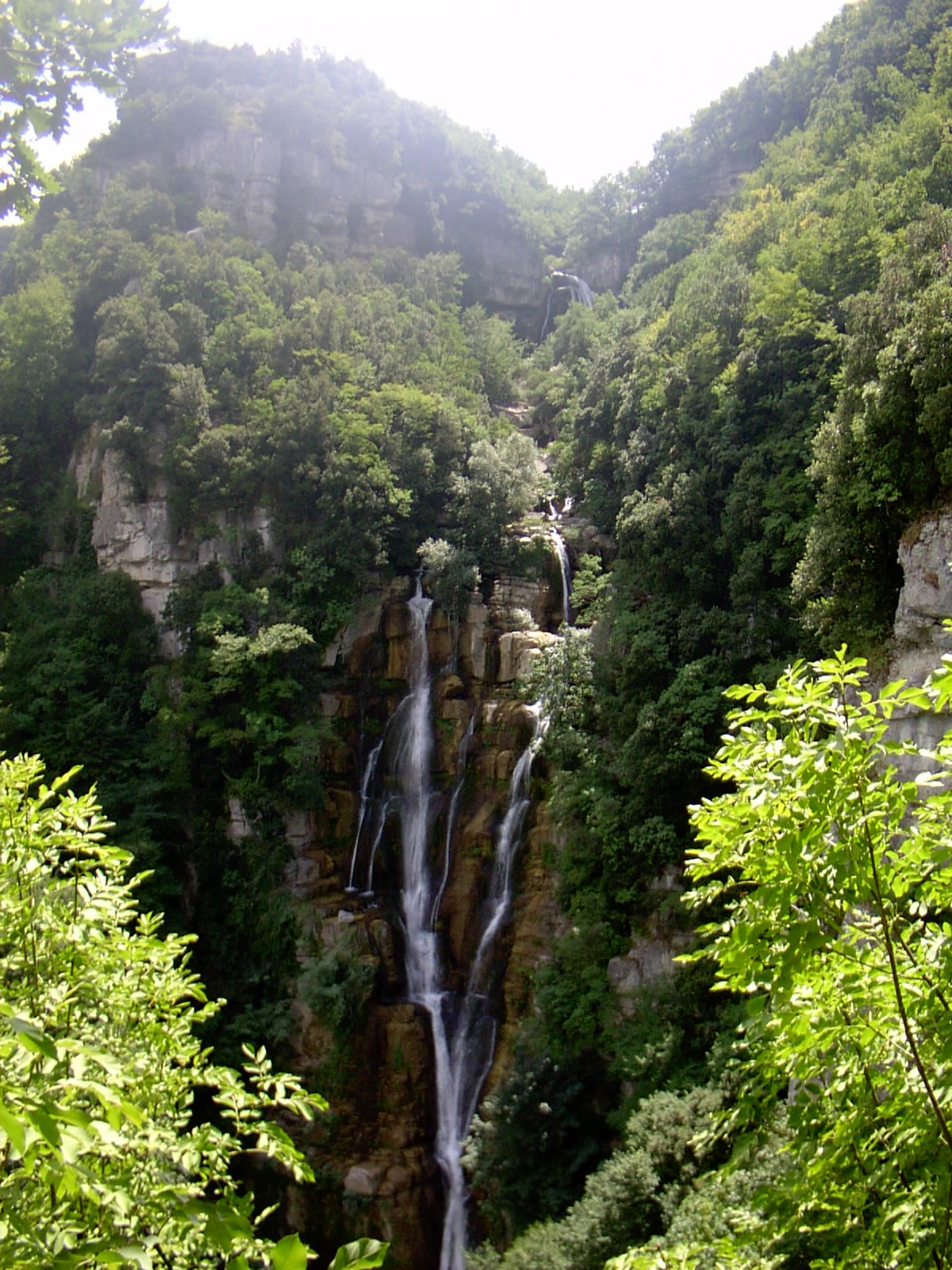
Cascate del Verde

- Riserva naturale guidata Cascate del Verde;
- Porta saracina, tipo di formazione rocciosa della zona a forma di arco, chiamata così perché alcuni anfratti rocciosi della zona consentivano di sorvegliare i movimenti dei Saraceni dall'alto.

## Società

### Evoluzione demografica
Abitanti censiti

## Cultura

### Musei
- Museo civico memorie della vita contadina

## Geografia antropica

### Frazioni
Baronessa, unica frazione, si trova più a valle, a nord est del comune stesso. Trattasi di un'appendice comunale tra i comuni di Fallo, Rosello e Villa Santa Maria. Nei suoi pressi scorrono la ferrovia Sangritana e la SS 154.

## Amministrazione
| Periodo        | Periodo        | Primo cittadino            | Partito                                                                  | Carica  | Note          |
| -------------- | -------------- | -------------------------- | ------------------------------------------------------------------------ | ------- | ------------- |
| 23 aprile 1995 | 13 giugno 2004 | Gaetano Di Iorio           | Partito Popolare Italiano (1995-1999) Lista Civica di Centro (1999-2004) | Sindaco | [ 17 ] [ 18 ] |
| 14 giugno 2004 | 7 giugno 2009  | Giovanni Ferrari           | Lista Civica                                                             | Sindaco | [ 19 ]        |
| 8 giugno 2009  | 13 giugno 2019 | Giovanni Antonio Di Nunzio | Lista Civica Concordia e Progresso                                       | Sindaco | [ 20 ] [ 21 ] |
| 14 giugno 2019 | 9 giugno 2024  | Armando Di Luca            | Lista Civica Concordia e Progresso                                       | Sindaco | [ 22 ]        |
| 9 giugno 2024  | in carica      | Armando Di Luca            | Lista Civica Concordia e Progresso                                       | Sindaco | [ 22 ]        |